# Harold Brazier
Harold Leon Brazier (South Bend, 22 ottobre 1955) è un ex pugile statunitense due volte sfidante al titolo mondiale dei pesi welter junior.

## Biografia
Ha combattuto da professionista nella categoria dei pesi leggeri e superleggeri per tre diversi decenni, tra i primi anni 1980 e il 2004, anno del suo ritiro. 
Esordì il 18 maggio 1982 a Memphis sconfiggendo ai punti sulle 6 riprese Lester Groves. L'11 settembre dello stesso anno fu sconfitto ai punti per verdetto contrastato dallo sfortunato pugile Billy Collins Jr.. Il 24 ottobre 1983 incontrò l'allora imbattuto campione del commonwealth britannico e futuro campione mondiale dei pesi welter Lloyd Honeyghan, scendendo dal ring sconfitto soltanto ai punti.
L'11 maggio 1986 Brazier perse ancora una volta ai punti contro Meldrick Taylor campione olimpico dei pesi piuma a Los Angeles 1984. Il 31 ottobre 1986 conquistò il titolo nordamericano dei welter junior, battendo per knock-out tecnico Bobby Baronet.
Il 6 giugno 1988, in un evento che comprendeva anche il match tra Thomas Hearns e Iran Barkley, Brazier fu sconfitto ai punti con verdetto contrastato da Roger Mayweather in un incontro valevole il titolo mondiale WBC dei pesi welter junior. Il 21 gennaio 1989, al Palazzo dello Sport di Vasto, fu Juan Martín Coggi a impedirgli ai punti di conquistare il titolo mondiale WBA della medesima categoria.
L'8 agosto 1989 cedette il titolo nordamericano all'ex campione del mondo dei pesi leggeri Livingstone Bramble per knock-out al secondo round.
In seguito Brazier conquistò il titolo intercontinentale IBF battendo per knock-out tecnico Gerardo Velasquez. Lo difese vittoriosamente ai punti contro Micky Ward il 26 aprile 1990 per cederlo sempre ai punti nei guantoni di Vince Phillips il 9 aprile 1992.
Tra i due incontri, il 18 gennaio 1992, salì sul ring contro l'ex dominatore della categoria dei leggeri e futuro campione del mondo dei welter e dei superwelter Pernell Whitaker, perdendo soltanto ai punti. 
Il match contro José Leo Moreno, disputatosi il 2 ottobre 2004 ad Hinckley, nel Minnesota, perso per KOT alla quarta delle 8 riprese previste, segnò la conclusione della carriera di Brazier, ormai quarantanovenne. Il suo curriculum vitae riporta ben 124 incontri, così ripartiti: 105 vittorie, 18 sconfitte, 1 pareggio.